# گنبد پایین
گنبد پایین (به لاتین: Gonbad-e Pa'in) یک منطقهٔ مسکونی در افغانستان است که در ولسوالی کشم واقع شده‌است.